# Eisenbahnunfall von Helmshore
Bei dem Eisenbahnunfall von Helmshore kollidierte am 4. September 1860 beim Bahnhof Helmshore in England ein in einem Gefälle entlaufener Zugteil mit einem folgenden Zug. 11 Menschen starben.

## Ausgangslage

### Infrastruktur
Der Bahnhof Helmshore lag an der Bahnstrecke von Clifton Junction nach Accrington, die von der East Lancashire Railway zweigleisig errichtet worden war und zum Unfallzeitpunkt von der Lancashire & Yorkshire Railway (L&YR) betrieben wurde. Der Bahnhof war in einer Steigung errichtet, die von Ramsbottom aus dem Tal des Irwell nach Baxenden führte. Der Bahnhof Helmshore selbst wies ein Gefälle von 10 ‰ auf., die Rampe beiderseits der Bahnhofsanlage ein Gefälle von 13 ‰. Die südliche Einfahrt erfolgte in einer engen Kurve, die zudem in einem Geländeeinschnitt lag. Die Sichtweite für einen Lokomotivführer betrug hier auch am Tag nur etwa 100 m.

### Drei Sonderzüge
Für den 3. September 1860 bot die L&YR einen Sonderzug von Colne zu dem Vergnügungspark Bellevue in Manchester an. Letzterer sollte unterwegs an allen Bahnhöfen bis Radcliffe halten, um Reisende aufzunehmen. Die L&YR erwartete etwa 1.000 Interessenten und stellte dafür einen Zug mit einer Lokomotive, 24 Personenwagen und zwei Schaffnern bereit. Die Schaffner waren zugleich die Bremser für den Zug. Der Ansturm auf den Zug erwies sich als weit größer als geplant. So musste ab Burnley ein Vorzug mit weiteren 18 Wagen, einer Lokomotive und zwei Schaffnern verkehren, um alle Reisenden aufnehmen zu können. Nachdem beide Züge den Bahnhof Accrington verlassen hatten, waren sie sehr voll. Damit waren aber die Reisenden, die auf den folgenden Bahnhöfen noch zusteigen wollten, noch nicht versorgt. So wurden Wagen für einen Nachzug zusammengestellt, um auch diese noch befördern zu können. Der Zug verkehrte ab Accrington, nahm zwischendurch noch weitere Wagen an den Haken und verkehrte schließlich mit 31 Wagen hinter einer Lokomotive und wurde von zwei Schaffnern / Bremsern betreut. Insgesamt waren 2.453 Fahrkarten verkauft worden. Die Züge kamen mittags im Bahnhof Manchester-Salford (heute: Salford Central) an.

### Rückfahrt
Für die Rückleistung ergab sich das Problem, dass auf der Rampe zwischen Ramsbottom und Baxenden die Zahl der Wagen, die eine Lokomotive dort hinaufziehen durfte, auf 13 beschränkt war. Es gelang der L&YR, zusätzlich zu den drei Lokomotiven der drei Ausflugszüge nur noch zwei weitere Lokomotiven bereitzustellen. Um 22:45 wurde der Vorzug also mit nur 13 Wagen und einer Lokomotive auf die Rückfahrt geschickt. Dieser Zug passierte gegen Mitternacht störungsfrei den Bahnhof Helmshore. Um 23.10 Uhr folgte in der Abfahrt der Zug, der am Vormittag als Nachzug eingesetzt worden war, mit etwa 1.000 Reisenden.

## Unfallhergang

### Abfahrt in Manchester
Die Zusammensetzung dieses zweiten Zuges wurde nicht geändert, nur erhielt er eine zweite Lokomotive als Vorspann. In Zugverband befanden sich vier Wagen mit Bremsen. Da dem Zug aber nur zwei Schaffner zugeteilt waren, konnten von den Bremsen aber immer nur zwei gleichzeitig bedient werden. Die besetzten Bremswagen waren der fünfte nach den Lokomotiven und der vierte vom Zugschluss aus. Bei diesem Zug brachen unterwegs an zwei Wagen Kupplungen, eine mitten im Zug, eine zwischen dem Schlepptender der zweiten Lokomotive und dem ersten Wagen. Letztere wurde repariert, der andere Wagen in Ramsbottom aus dem Zugverband ausrangiert. Um 0:16 Uhr fuhr der Zug aus dem Bahnhof aus und auf die Rampe. In dem Zug befand sich auch der Betriebschef der L&YR.
Auch der dritte Zug, der um 23:31 Uhr aus Manchester zurück fuhr, der „Hauptzug“, fuhr in gleicher Zusammensetzung wie am Vormittag mit 24 Wagen, aber einer zweiten Lokomotive als Vorspann, ebenfalls mit nur zwei Bremsern. Dieser Zug besaß einen eigenen Bremswagen sowie eine Wageneinheit, die mit Newall’s Patentbremse ausgestattet war. Das war eine Einheit aus drei fest gekuppelten Wagen, bei denen ein Bremser von jedem der Wagen aus die Bremsen aller drei Wagen bedienen konnte. In Ramsbottom wurde dann die Vorspannlokomotive für die Rampe als Schublokomotive an den Zugschluss gesetzt. Dieser Zug fuhr um 0:28 Uhr auf die Rampe.

### Kollision
Um 0:30 erreichte der zweite Zug den Bahnhof Helmshore. Im Bahnhof brach die Kupplung zwischen dem 13. und dem 14. Wagen und die 17 Wagen am Schluss des Zuges rollten als Geisterzug auf der Rampe zurück. Der hintere Bremser und Schaffner hatte, nachdem der Zug zum Stehen gekommen war, die Bremse wieder gelöst – was der Vorschrift entsprach – war auf den Bahnsteig gegangen und hatte Reisenden geholfen, die hier aussteigen wollten. Als er die Kupplung brechen hörte und der Zugteil rückwärts zu rollen begann, war er an den entlaufenden Wagen entlang gerannt, auf den Wagen mit Bremse aufgesprungen und hatte diese sofort betätigt. Da das Wetter aber nass und die Gleise feucht waren, entfaltete die Bremse nicht ihre volle Wirkung. Als er bemerkte, dass der Zusammenstoß unvermeidlich war, sprang er kurz vor der Kollision vom Zug ab.
Der Betriebschef der L&YR, der unmittelbar mitbekam, dass ein Zugteil entlief, sprang aus dem zehnten Wagen, in dem er mitfuhr, rannte zur vorderen Lokomotive, ließ diese abkoppeln, setzte sie um und wollte auf dem Gleis der Gegenrichtung den Geisterzug überholen und über eine Weichenverbindung in der Mitte der Rampe abfangen oder – falls es dazu zu spät war – den folgenden dritten Zug zumindest vor der Betriebsgefahr warnen. Das gelang ihm aber nicht mehr: Der dritte Zug war bereits zu nah an den Bahnhof Helmshore herangefahren.
Dieser dritte Zug nahm die Rampe mit etwa 20 km/h. Aufgrund der schlechten Sicht in der Einfahrtskurve zum Bahnhof Helmshore bemerkte das Zugpersonal des dritten Zuges die ihm entgegenkommenden Wagen erst sehr spät. Dem Lokomotivführer blieben lediglich noch wenige Sekunden, in denen er den Dampf von der Maschine nahm, auf die Fahrstellung „rückwärts“ umschaltete und das Pfeifsignal für die Bremser betätigte, damit sie die Bremsen anzögen.
Die entlaufenen Wagen prallten etwa 600 Meter südlich des Bahnhofs Helmshore mit (geschätzten) etwa 10 km/h eigener Geschwindigkeit auf den dritten Zug.

## Folgen
11 Menschen starben, 77 weitere wurden verletzt. Der letzte und der drittletzte Wagen des zweiten Zuges wurden völlig zertrümmert, der vorletzte und der viertletzte Wagen kippten aus dem Gleis und kamen auf den Böschungen zu liegen. Weitere Wagen dieses Zuges wurden – eher leicht – beschädigt. Die Lokomotive und der Schlepptender des dritten Zuges entgleisten und die beiden ersten Wagen kletterten aufeinander und auf den Tender auf.
Der Untersuchungsbericht kam zu dem Ergebnis, dass Züge dieser Dimension (zwei Lokomotiven mit 30 Wagen), der Verfasser des Berichts bezeichnet sie als „monster trains“, zu schwer seien und eine zu hohe Gefahr bergen, dass eine Kupplung reißt. Derartig lange und schwere Zugverbände wurden in der Regel nur bei Ausflugszügen eingesetzt. Der Ablauf des Unfalls war dem des Eisenbahnunfalls von Round Oak am 23. August 1858 damit sehr ähnlich. Der Untersuchungsbericht kritisiert weiter, dass die Zahl der im Zug mitlaufenden Wagen mit Bremse zu gering gewesen sei. Weiter wies er darauf hin, dass die Bremser bei ihren Bremsen bleiben und nicht dazu eingesetzt werden sollten, Reisenden beim Ein- und Aussteigen zu helfen. Weiter kritisiert er die Anlage des Bahnhofs Helmshore in einem Gefälle und empfiehlt, Bahnhöfe immer ohne Neigung anzulegen.